# United World Wrestling
United World Wrestling (UWW) ist der internationale Verband der Ringer. Bis September 2014 war er unter dem Namen Fédération Internationale des Luttes Associées (FILA) bekannt. Der Verband hat seinen Sitz im schweizerischen Corsier-sur-Vevey.

## Geschichte

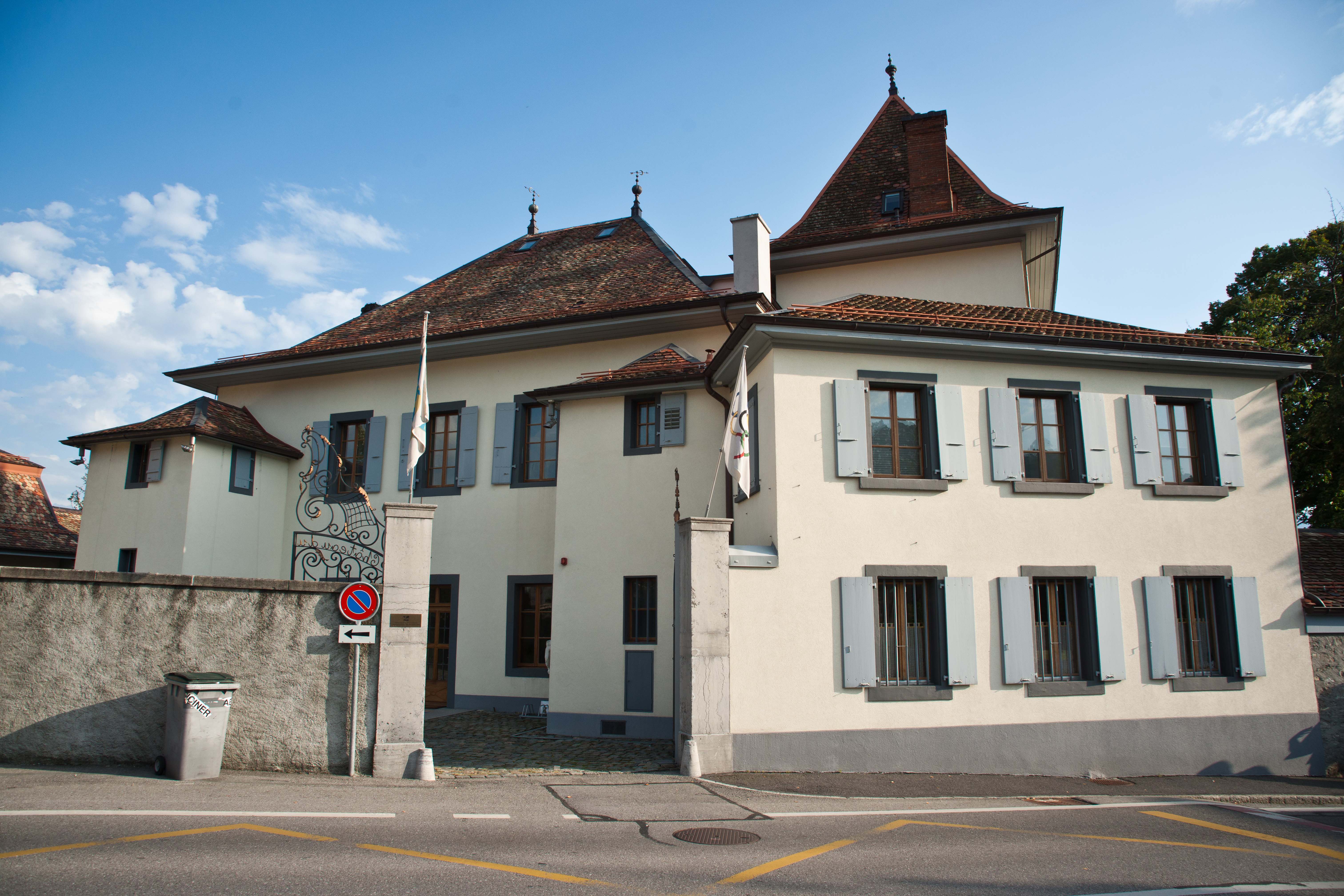
UWW-Sitz, Corsier-sur-Vevey

Ein Vorläufer war der 1912 in Stockholm gegründete, offiziell deutschsprachige Internationale Ring Verband. Präsident war der Ungar Péter Tatits.
Auf dem Olympischen Kongress des IOC 1921 in Lausanne entstand aus 19 nationalen Ringverbänden die International Amateur Wrestling Federation (IAWF) mit Englisch als Amtssprache. Zu ihrem Präsidenten wurde der Schwede Einar Raberg gewählt, der bis 1924 im Amt war.
1946 wurde der Sitz der IAWF nach Paris verlegt. 1965 zog sie als erster Sportverband nach Lausanne in die Schweiz. 1952 wurde Roger Coulon Generalsekretär des Verbandes, der sich nun International Federation of Amateur Wrestling nannte. Er gab sich neue Regeln und organisierte 1957 erste Schiedsrichterkurse. Nach Coulons Tod 1971 wurde Milan Ercegan für 30 Jahre sein Nachfolger.
1994 nannte sich der Verband um in International Federation of Associated Wrestling Styles und nahm damit andere Ringkampfarten auf. Neue Wettkämpfe wurden eingeführt, darunter die Weltmeisterschaft der Junioren. Ringkampf von Frauen wurde als gleichberechtigte Disziplin in die FILA und ihr angeschlossenen Nationalverbände aufgenommen. 2002 wurde der Schweizer Raphaël Martinetti Präsident der FILA. Drei Tage nach der Ankündigung des Internationalen Olympischen Komitees, Ringen von der Liste der olympischen Sportarten zu streichen, wurde Martinetti seines Amtes enthoben und der Serbe Nenad Lalović am 16. Februar 2013 als sein Nachfolger gewählt. Diesem gelang es am 8. September 2013 bei der 125. Vollversammlung des Internationalen Olympischen Komitees in Buenos Aires den Ausschluss zu verhindern. Anlässlich der Umbenennung der FILA in UWW im September 2014 wurde Lalović für ein weiteres sechsjähriges Präsidentschaftsmandat gewählt.

## Organisation
United World Wrestling veranstaltet mittlerweile bis zu 150 Turniere und Wettkämpfe jährlich. Dazu gehören auch die Europameisterschaften und Weltmeisterschaften der Senioren.
Neben dem etablierten Kampfstilen Greco und Freistil sind auch die Kampfsportarten Grappling sowie Beach Wrestling und Traditional Wrestling im Weltverband UWW organisiert.
Zudem untersteht dem Verband die FILA International Wrestling Hall of Fame, in der die besten Ringer und Ringerinnen sowie Schiedsrichter und Förderer des Ringen ausgezeichnet werden.

## Verbände
United World Wrestling gehören 185 Verbände aus 184 Ländern an (Stand: Juli 2019), darunter der Deutsche Ringer-Bund, der Österreichische Ringsportverband und der Schweizerische Amateurringerverband.

## Präsidenten
| Name               | Land             | Zeitraum  |
| Einar Råberg       | Schweden         | 1921–1924 |
| Alfréd Brüll       | Ungarn           | 1924–1930 |
| Viktor Smeds       | Finnland         | 1930–1952 |
| Roger Coulon       | Frankreich       | 1952–1971 |
| Milan Ercegan      | / BR Jugoslawien | 1972–2002 |
| Raphaël Martinetti | Schweiz          | 2002–2013 |
| Nenad Lalović      | Serbien          | seit 2013 |